# Adli Mansur
Adli Mahmoud Mansour (en árabe: عدلي محمود منصور‎; El Cairo, 23 de diciembre de 1945) es un político y abogado egipcio, presidente interino de su país desde el 3 de julio de 2013 hasta el 8 de junio de 2014.

## Biografía
Se graduó de licenciado en Derecho en la Universidad de El Cairo en el año 1967, posteriormente se diplomó en derecho público y en 1970 obtuvo un postgrado en ciencias de la administración, años más tarde en 1977 se trasladó a Francia donde se graduó en la Escuela Nacional de Administración.
Comenzó su carrera política como abogado para el Ministerio de Comercio, donde estuvo hasta el año 1990. Desde 1984, también fue asesor del Consejo de Estado, del cual en 1992 fue nombrado vicepresidente y en el mismo año a finales del mes de diciembre fue Vicepresidente de la Corte Suprema Constitucional de Egipto.
Hombre de perfil bajo, el 1 de julio de 2013 fue nombrado Presidente de la Corte Suprema y el día 3 de julio de 2013, tras las protestas y el posterior derrocamiento del Presidente Mohamed Morsi, fue designado como Presidente interino de Egipto por el ministro de defensa Abdul Fatah al-Sisi. El nombramiento de Mansur como presidente tuvo el respaldo de las fuerzas armadas y varios líderes religiosos y políticos, incluyendo el gran imán Ahmad al-Tayyib, el Papa copto Tawadros II de Alejandría y el político opositor Mohamed el-Baradei.